# Lunds herrgård

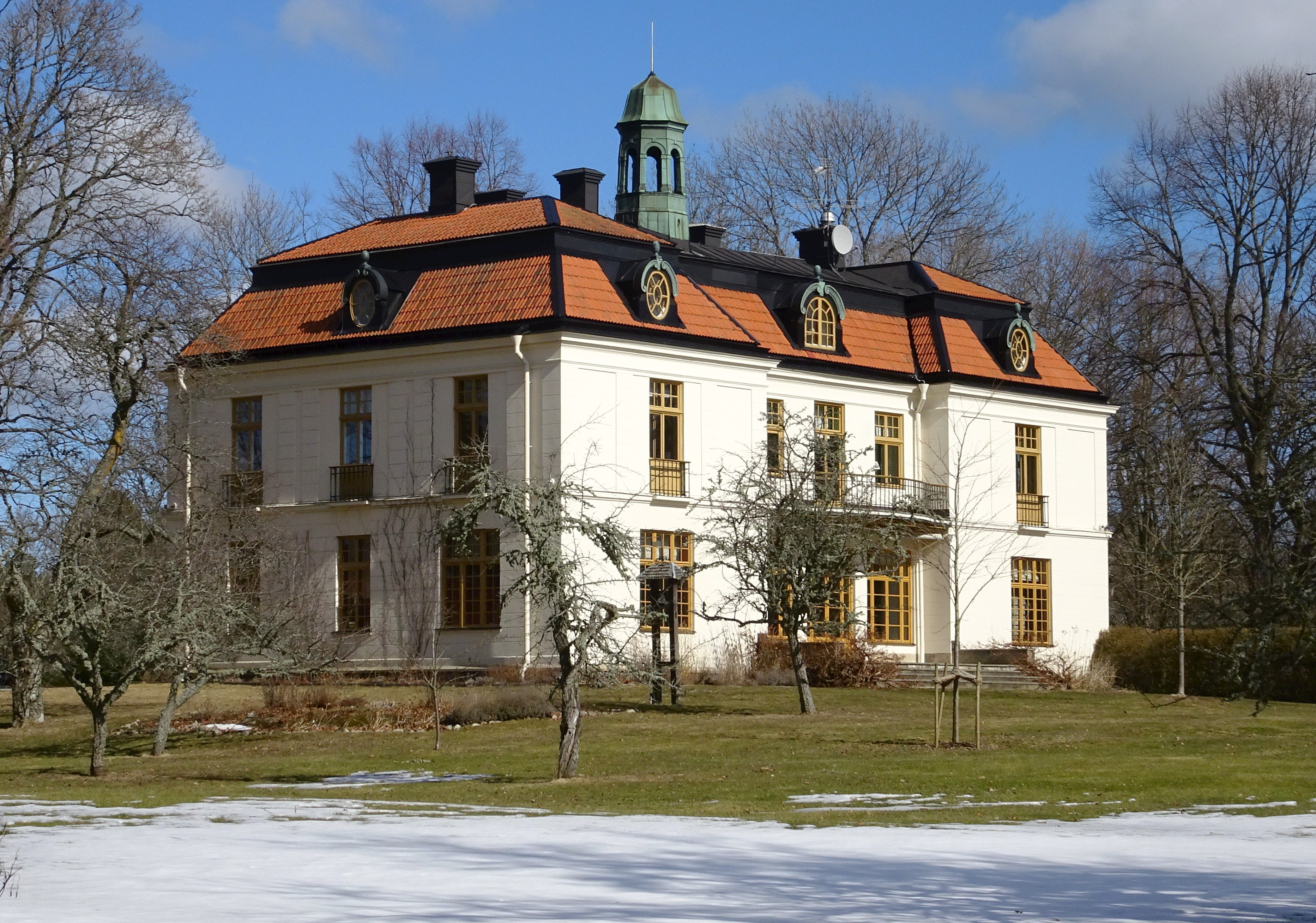
Lund huvudbyggnad, 2018.

Lund är en herrgård i Ösmo socken, nuvarande Nynäshamns kommun, Stockholms län. Gården ligger vid Östersjönviken Lunda strömmar nära Muskövägen.

## Historik

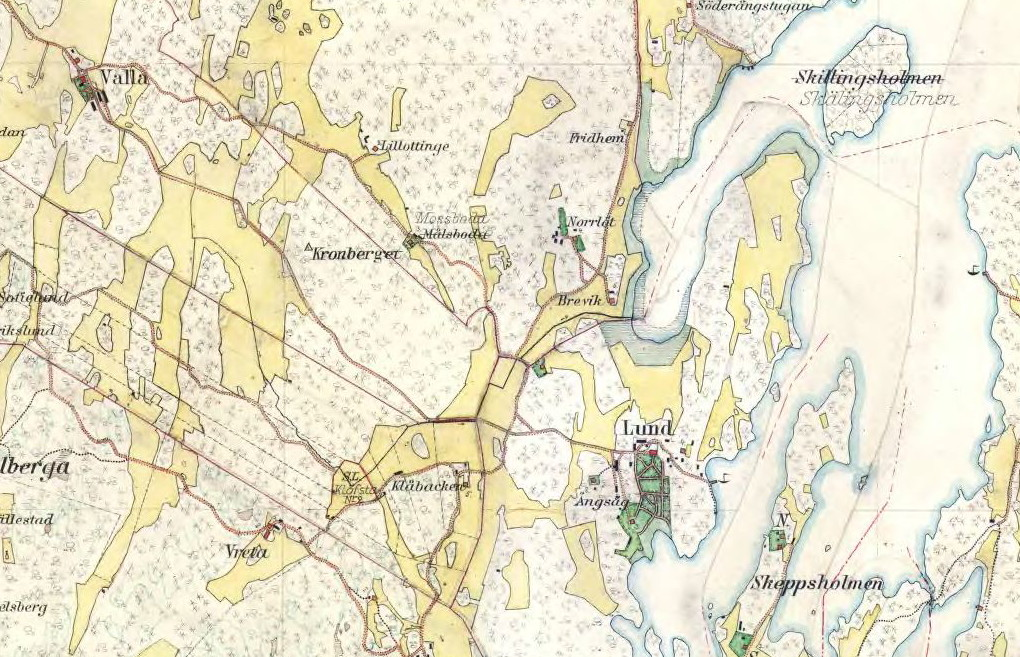
Gårdarna Lund och Valla, 1905.

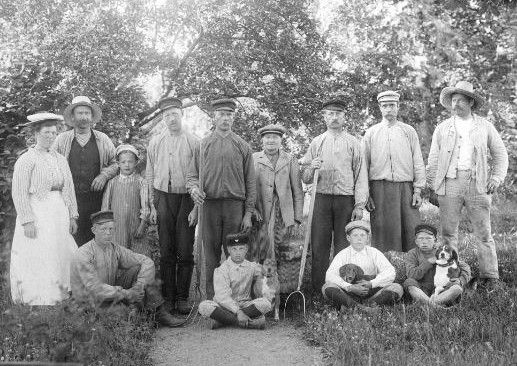
Arbetare på Lunds herrgård, 1909.

Lund omnämns redan 1476 som i lwnden. Gården låg delvis under Häringe och ägdes på 1600-talet åtminstone delvis av släkten Yxkull. 1772 tillhörde egendomen en Lund, vars namn gården fortfarande bär idag. Efter Lund ägdes gården av majorn Isaac Wilhelm von Heland, som avled här 1824. Han var gift med Maria Magdalena Stéen från bruket i Överum. Paret fick 16 barn varav flera gifte sig på Lund. 1850 var ägaren en Collin och 1861 Johan Schalin. Lund omfattade på 1870-talet ½ mantal frälsegård.

## Lund under Wicander
Kring sekelskiftet 1900 förvärvades Lund och granngården Valla av direktör Gustaf Adolf Wicander (1863-1947). Han var son till August Wicander (grundare av Wicanders korkfabrik) och gift med Agnes, född Mesterton (1858-1917). Paret hade två söner Carl Gustaf (1893-1966) och Olof (1895-1972). Carl Gustaf blev sedermera en tid chef för Wicanders korkfabrik.
När Wicander köpte Lund fanns där en äldre huvudbyggnad i trä innehållande 18 rum samt två fristående flyglar. År 1905 bosatte sig Wicanders permanent på Lund, när den nya huvudbyggnaden stod färdig. Våningen i Stockholm fanns dock kvar. Det nya, mycket påkostade huset uppfördes i sten och fick två våningar under ett säteritak som kröntes av en kopparklädd lanternin. 
Byggnaden utrustades med alla dåtidens bekvämligheter som vatten och avlopp samt telefon. Dricksvatten togs från en för gården uppförd vattenreservoar. Vid den tiden omfattade egendomen 1½ mantal. Gården och jordbruket sköttes av en hushållerska, tre husor, två drängar, en rättare, fyra statdrängar och en slöjdare. Alla bodde med sina familjer i gårdens stugor. Trädgårdsmästaren hade sin bostad i en av de äldre flyglarna som hade flyttats till den nyanlagda trädgården. I maj 1917 avled Agnes Wicander på Lund och gården upptogs i hennes bouppteckning.

## Bilder

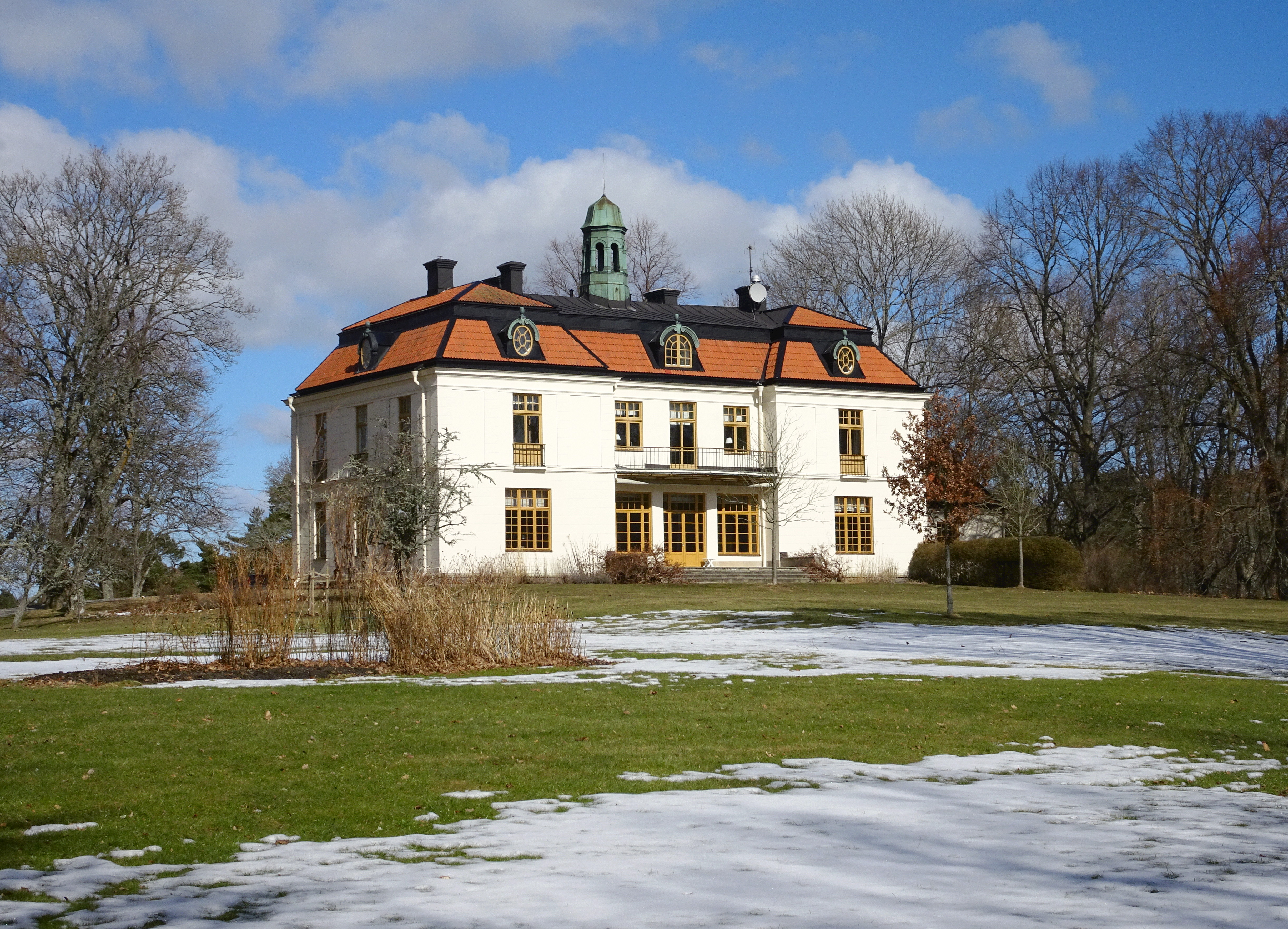
Huvudbyggnaden
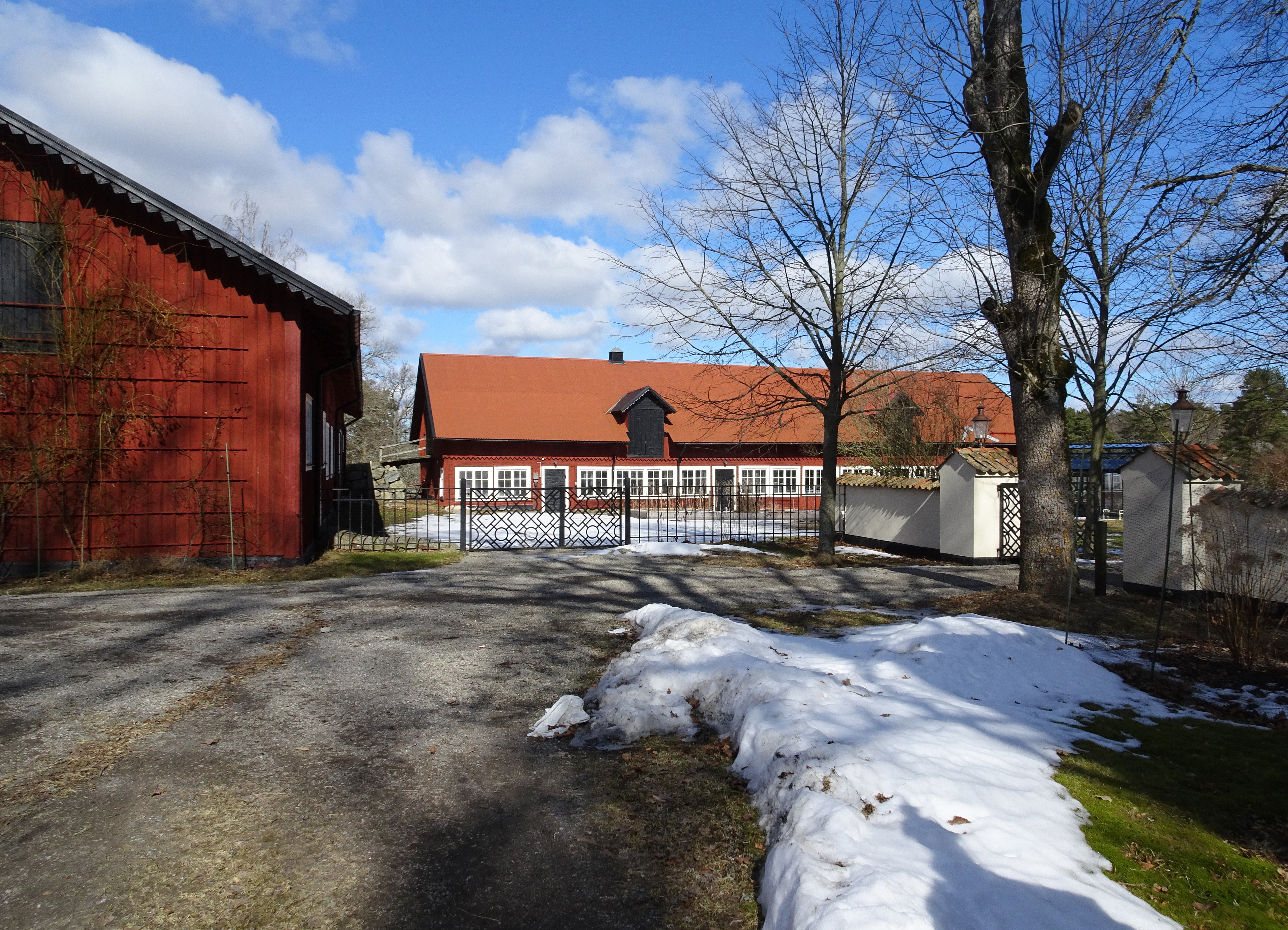
Stall och ekonomibyggnader
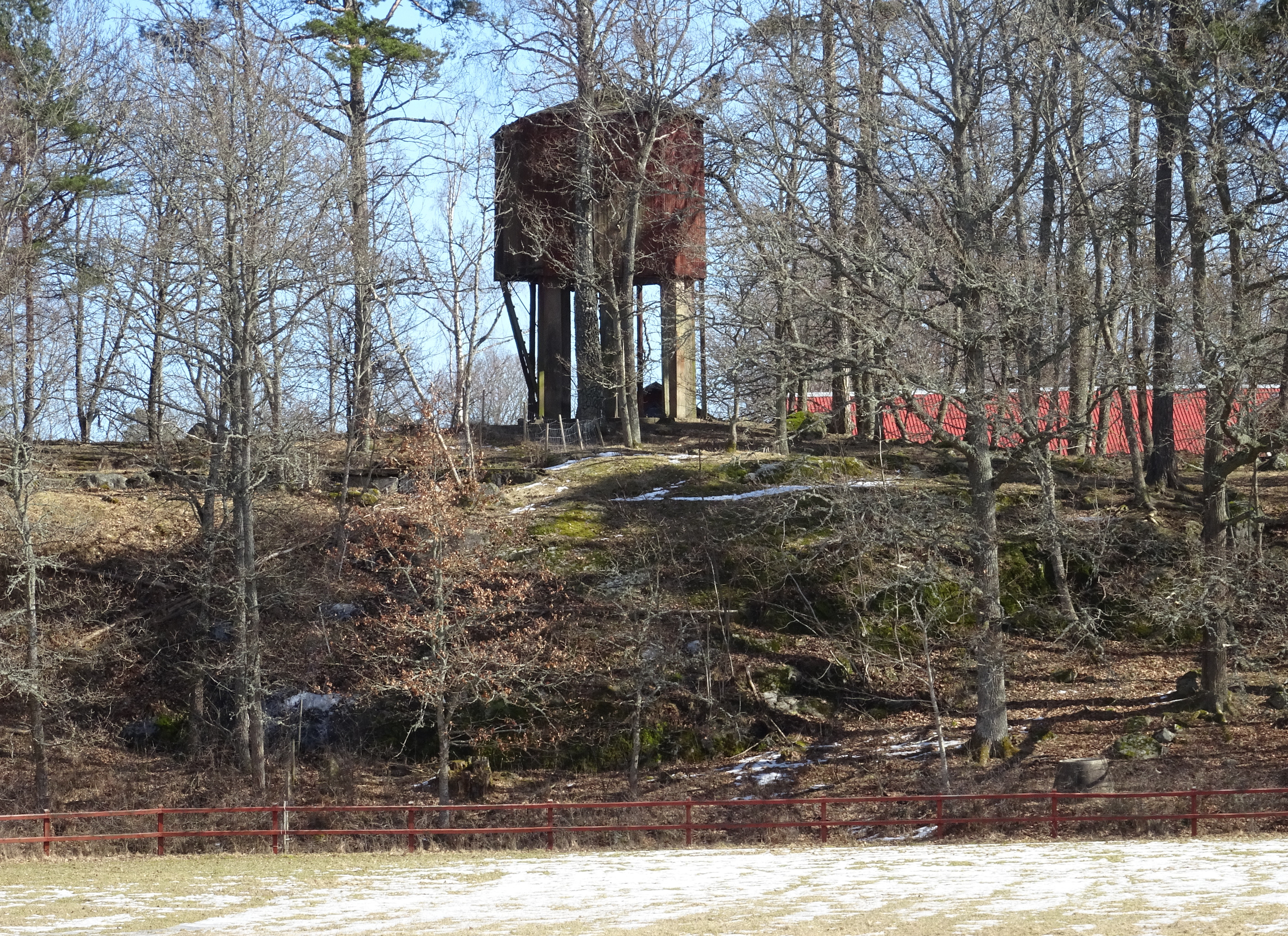
Gårdens gamla vattenreservoar
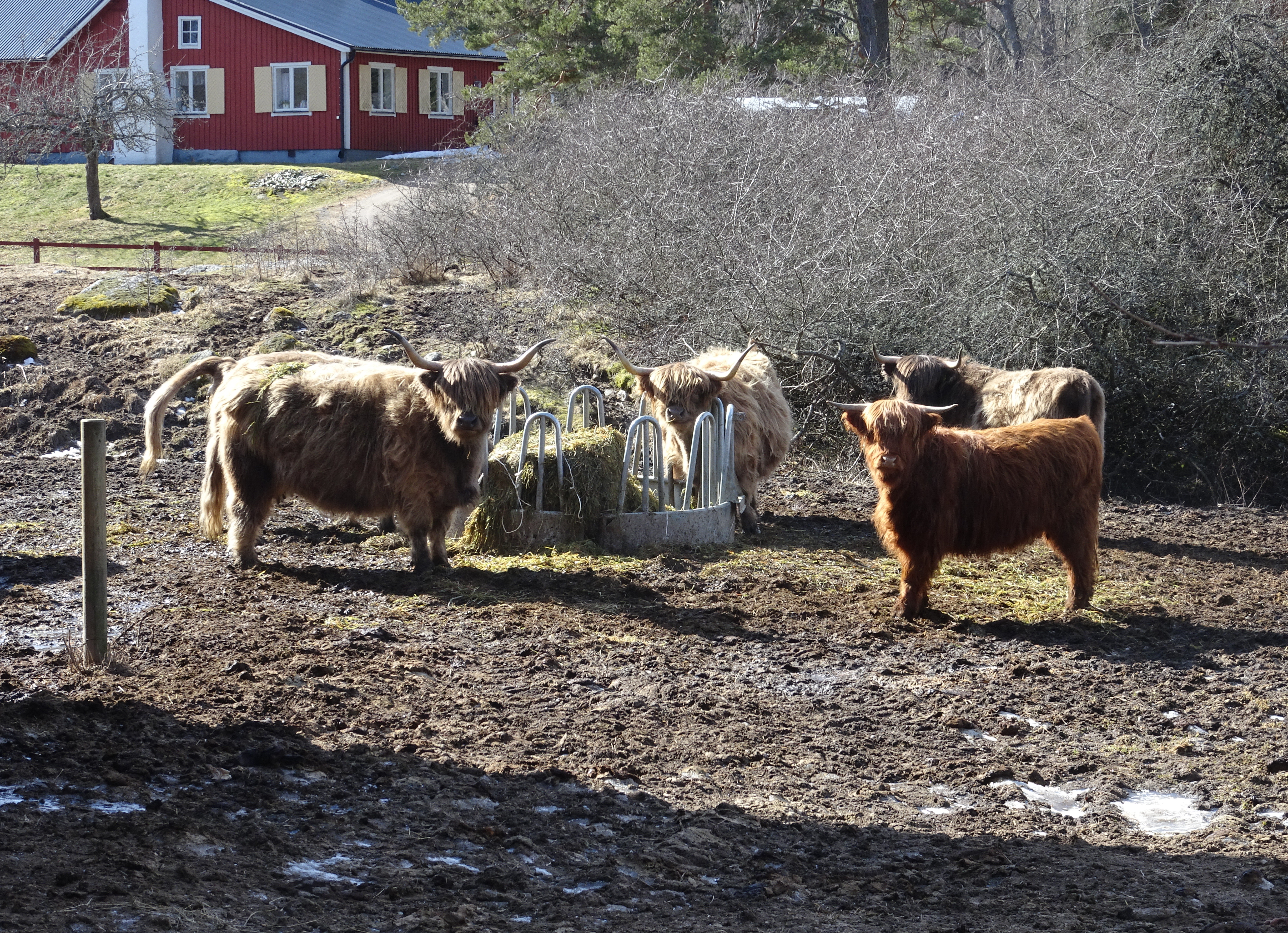
Gårdens highland cattle